# El acontecimiento (película de 2021)
El acontecimiento (título original L'événement) es una película de drama francesa del 2021 dirigida por Audrey Diwan. Con un guion de Diwan y de Marcia Romano, basado en la novela del mismo nombre, de Annie Ernaux, la película está protagonizada por Anamaria Vartolomei y Luàna Bajrami.
Fue seleccionada para su estreno mundial en competencia en el 78 ° Festival Internacional de Cine de Venecia el 6 de septiembre de 2021, donde la película ganó el León de Oro y recibió críticas generalmente positivas.

## Argumento
En la Francia de 1963, Anne, una joven estudiante brillante, queda embarazada y ve que se le escapan las oportunidades para terminar sus estudios y sobresalir. A medida que se acercan sus exámenes finales y su vida social comienza a desvanecerse, el embarazo de Anne avanza, lo que la obliga a enfrentar la vergüenza y el dolor de un aborto, incluso si debe arriesgarse a la cárcel para hacerlo.

## Reparto
- Anamaria Vartolomei : Anne Duchesne
- Kacey Mottet Klein : Jean
- Sandrine Bonnaire : Gabrielle Duchesne
- Louise Orry-Diquero : Brigitte
- Louise Chevillotte : Olivia
- Pio Marmaï : Profesor Bornec
- Anna Mouglalis : Señora Rivière
- Fabrizio Rongione : Doctor Ravinsky
- Luàna Bajrami : Hélène
- Leonor Oberson : Claire
- Julien Frison : Maxime
- Alice de Lencquesain : Laëtitia

## Producción
Durante una entrevista el 23 de abril de 2019 sobre su película debut como directora Mais vous êtes fous, la guionista Audrey Diwan reveló que estaba adaptando L'événement (El acontecimiento) la novela autobiográfica de Annie Ernaux del 2000, afirmando que el libro era "muy importante" para ella. El 29 de mayo de 2020, el Centre national du cinéma et de l'image animée, una agencia del Ministerio de Cultura francés, anunció que apoyaría la película, pasando el proyecto a la preproducción.
El rodaje de la película comenzó el 27 de julio de 2020 y se prolongó durante todo el verano,iniciándose la postproducción en enero de 2021.

## Recepción de la crítica
Guy Lodge, quien escribe para Variety, elogió las interpretaciones de la película, en particular la de Anamaria Vartolomei en el papel principal la cual se dijo que "elevó su carrera". El crítico del festival de cine de The Guardian, Xan Brooks, calificó la película de "seria, apasionante y finalmente honorable" y elogió la cinematografía de Laurent Tangy, diciendo que "el encuadre ajustado de la imagen es como una soga alrededor de su cuello".

## Premios
* Fuente: Página de la película en IMDb. 
| Año  | Premio o festival                                                  | Categoría                              | Nominado                     | Resultado |
| ---- | ------------------------------------------------------------------ | -------------------------------------- | ---------------------------- | --------- |
| 2021 | Premios del Cine Europeo                                           | Premio European University Film        | Audrey Diwan                 | Nominada  |
| 2021 | Semana Internacional de Cine de Valladolid                         | Espiga de Oro a la mejor película      | Audrey Diwan                 | Nominada  |
| 2021 | Festival de Venecia                                                | León de Oro a la mejor película        | Audrey Diwan                 | Ganadora  |
| 2021 | Festival de Venecia                                                | Premio FIPRESCI a la mejor película    | Audrey Diwan                 | Ganadora  |
| 2021 | Festival Internacional de La Roche-sur-Yon                         | Premio del público                     | Audrey Diwan                 | Ganadora  |
| 2021 | Festival Internacional CineLibri                                   | Premio a la mejor adaptación literaria | Audrey Diwan                 | Ganadora  |
| 2022 | Premios BAFTA                                                      | Mejor dirección                        | Audrey Diwan                 | Nominada  |
| 2022 | Premios César                                                      | Mejor película                         | Audrey Diwan                 | Nominada  |
| 2022 | Premios César                                                      | Mejor dirección                        | Audrey Diwan                 | Nominada  |
| 2022 | Premios César                                                      | Mejor guion adaptado                   | Audrey Diwan y Marcia Romano | Nominada  |
| 2022 | Premios César                                                      | Mejor revelación femenina              | Anamaria Vartolomei          | Ganadora  |
| 2022 | Premios Gotham                                                     | Mejor película internacional           | Audrey Diwan                 | Ganadora  |
| 2022 | Festival Internacional de Cine de Palm Springs                     | New Voices New Visions Award           | Audrey Diwan                 | Ganadora  |
| 2022 | Premios Lumières                                                   | Mejor película                         | Audrey Diwan                 | Ganadora  |
| 2022 | Premios Lumières                                                   | Mejor dirección                        | Audrey Diwan                 | Nominada  |
| 2022 | Premios Lumières                                                   | Mejor actriz                           | Anamaria Vartolomei          | Ganadora  |
| 2022 | Premios Lumières                                                   | Mejor fotografía                       | Laurent Tangy                | Nominado  |
| 2022 | Festival Internacional de Cine de Dublín                           | Mejor actriz                           | Anamaria Vartolomei          | Ganadora  |
| 2022 | Premios del Círculo Femenino de Críticos de Cine de Estados Unidos | Mejor actriz                           | Anamaria Vartolomei          | Ganadora  |
| 2022 | Premios del Círculo Femenino de Críticos de Cine de Estados Unidos | Mejor película extranjera              | Audrey Diwan                 | Ganadora  |
| 2022 | International Online Cinema Awards                                 | Mejor película                         | Audrey Diwan                 | Nominada  |
| 2022 | International Online Cinema Awards                                 | Mejor dirección                        | Audrey Diwan                 | Ganadora  |
| 2022 | International Online Cinema Awards                                 | Mejor actriz                           | Anamaria Vartolomei          | Nominada  |
| 2022 | International Online Cinema Awards                                 | Mejor guion adaptado                   | Audrey Diwan y Marcia Romano | Ganadoras |
| 2022 | International Online Cinema Awards                                 | Mejor película de habla no inglesa     | Audrey Diwan                 | Ganadora  |
| 2022 | Premio Alice Guy                                                   | Mejor película                         | Audrey Diwan                 | Ganadora  |